# Cymbidium tigrinum
Cymbidium tigrinum (tên tiếng Anh là Tiger-striped Cymbidium) là một loài phong lan.

## Hình ảnh

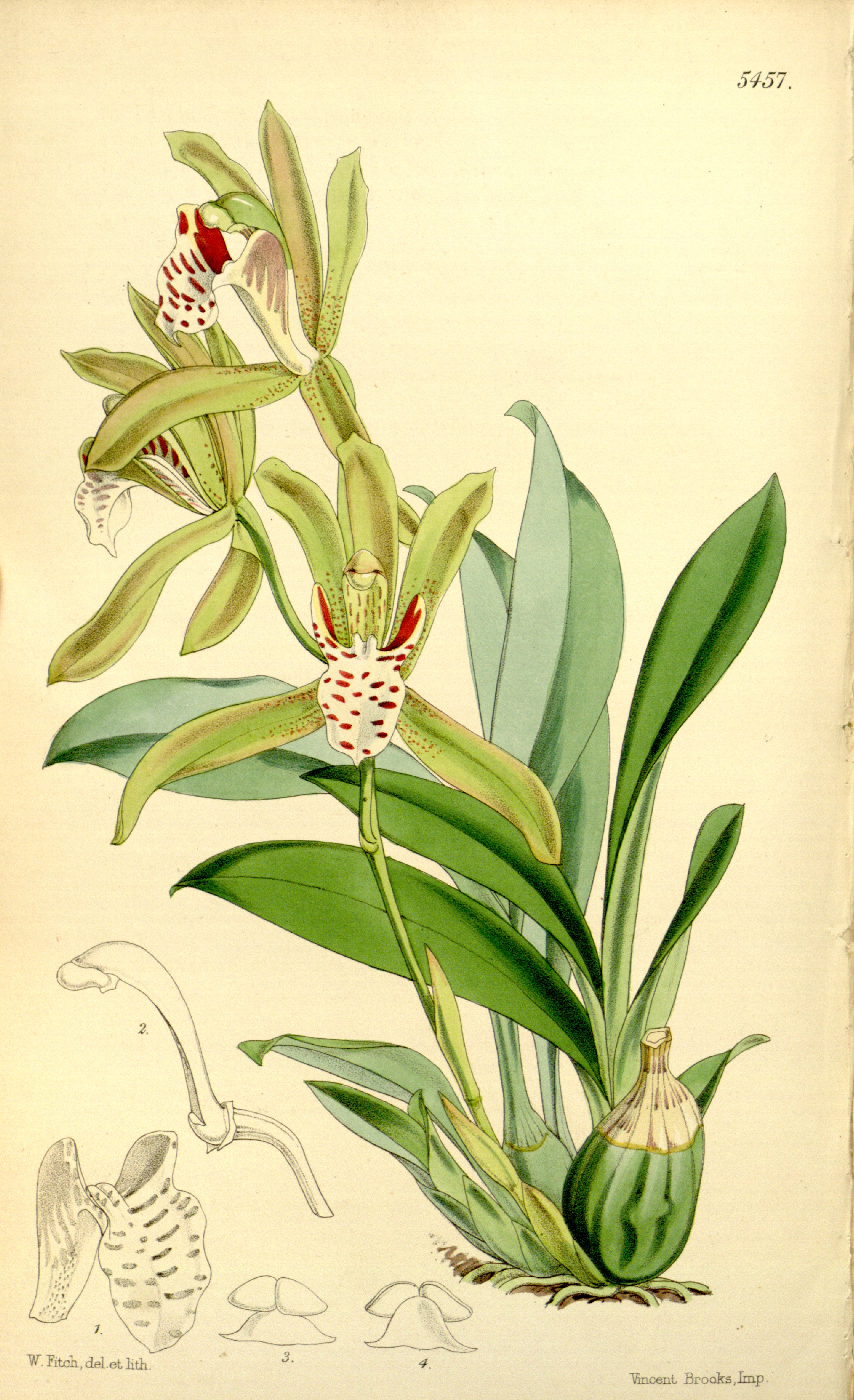